# Regiones de México

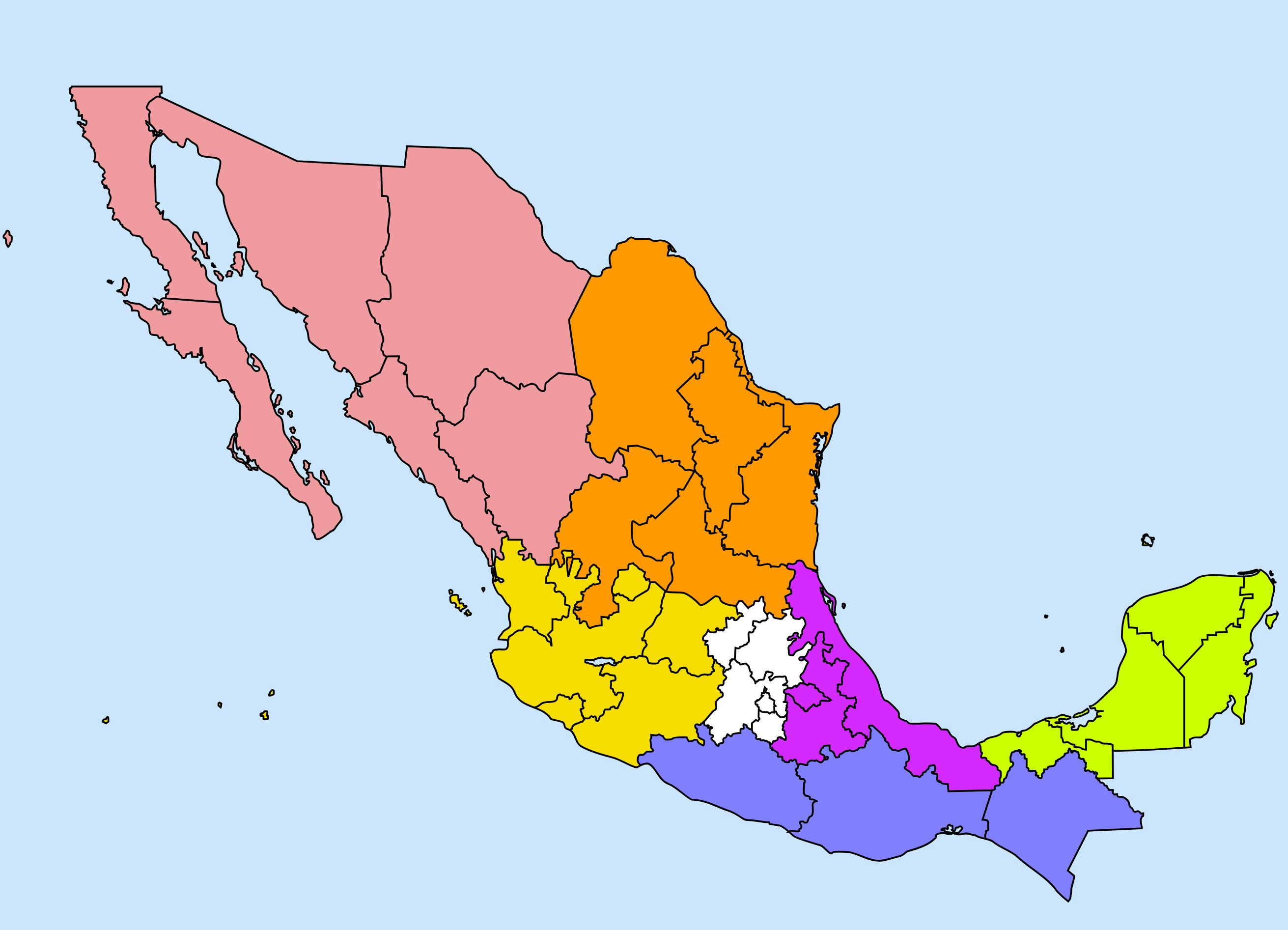

Las regiones de México son las zonas geográficas en las que se agrupan las entidades federativas de los Estados Unidos Mexicanos. Su número y conformación suele variar, pero el modelo de siete regiones (véase la imagen) es el más común.

## Descripción
La división regional del territorio mexicano se estableció a partir de la combinación de factores físico-naturales e histórico-culturales. Los histórico-culturales tienen que ver con las formas de organización social y económica que los seres humanos han creado como parte de su adaptación al medio natural en el que viven. La combinación de todos estos factores, forma uno de los criterios que se utilizan para establecer semejanzas y diferencias entre las 32 entidades que integran al territorio nacional. La agrupación de los estados que presentan características similares, ya sean de tipo físico, cultural y/o económico, que dio origen a la formación de ocho regiones, lo cual permite facilitar el estudio de México. 
- Región Noroeste
- Región Noreste
- Región Occidente
- Región Oriente
- Región Centrosur
- Región Suroeste
- Región Sureste

| Región    | Superficie (km²) | Población (2025) | Densidad | Área metropolitana más importante |
| --------- | ---------------- | ---------------- | -------- | --------------------------------- |
| Centrosur | 61,236.98        | 34,820,377       | 568.61   | Valle de México                   |
| Noreste   | 432,413.57       | 17,717,042       | 40.97    | Monterrey                         |
| Noroeste  | 752,856.12       | 16,658,009       | 22.12    | Tijuana                           |
| Occidente | 206,900.28       | 23,497,615       | 113.56   | Guadalajara                       |
| Oriente   | 110,129.76       | 16,184,873       | 146.96   | Puebla                            |
| Sureste   | 166,445.49       | 7,776,728        | 46.72    | Mérida                            |
| Suroeste  | 230,664.44       | 13,762,500       | 59.66    | Acapulco                          |

### Regionalización
| Entidad federativa  | Capital             | Año de admisión como estado | Población (2020) | Superficie (km²) |
| ------------------- | ------------------- | --------------------------- | ---------------- | ---------------- |
| Baja California     | Mexicali            | 1952                        | 3 769 020        | 71 546           |
| Baja California Sur | La Paz              | 1974                        | 798 447          | 73 909           |
| Chihuahua           | Chihuahua           | 1824                        | 3 741 869        | 247 487          |
| Durango             | Victoria de Durango | 1824                        | 1 832 650        | 123 367          |
| Sinaloa             | Culiacán Rosales    | 1831                        | 3 026 943        | 57 331           |
| Sonora              | Hermosillo          | 1831                        | 2 944 840        | 184 946          |

| Entidad federativa | Capital         | Año de admisión como estado | Población (2020) | Superficie (km²) |
| ------------------ | --------------- | --------------------------- | ---------------- | ---------------- |
| Coahuila           | Saltillo        | 1824                        | 3 146 771        | 151 445          |
| Nuevo León         | Monterrey       | 1824                        | 5 784 442        | 64 203           |
| Tamaulipas         | Ciudad Victoria | 1824                        | 3 527 735        | 80 148           |
| San Luis Potosí    | San Luis Potosí | 1824                        | 2 822 255        | 61 137           |
| Zacatecas          | Zacatecas       | 1824                        | 1,622,138        | 75 275           |

| Entidad federativa | Capital        | Año de admisión como estado | Población (2020) | Superficie (km²) |
| ------------------ | -------------- | --------------------------- | ---------------- | ---------------- |
| Colima             | Colima         | 1857                        | 731 391          | 5 627            |
| Jalisco            | Guadalajara    | 1824                        | 8 348 151        | 78 630           |
| Michoacán          | Morelia        | 1824                        | 4 748 846        | 58 667           |
| Nayarit            | Tepic          | 1917                        | 1 235 456        | 27 862           |
| Guanajuato         | Guanajuato     | 1824                        | 6 166 934        | 30 606           |
| Aguascalientes     | Aguascalientes | 1857                        | 1 425 607        | 5 615            |

| Entidad federativa | Capital                    | Año de admisión como estado | Población (2020) | Superficie (km²) |
| ------------------ | -------------------------- | --------------------------- | ---------------- | ---------------- |
| Puebla             | Heroica Puebla de Zaragoza | 1824                        | 6 583 278        | 34 251           |
| Tlaxcala           | Tlaxcala de Xicohténcatl   | 1857                        | 1 342 977        | 3 997            |
| Veracruz           | Xalapa-Enríquez            | 1824                        | 8 062 579        | 71 856           |